# Coleophora mauretanica
Coleophora mauretanica é uma espécie de mariposa do gênero Coleophora pertencente à família Coleophoridae.